# 加藤美穂
加藤 美穂（かとう みほ、1988年3月13日 - ）は、日本の元グラビアアイドル。アービングに所属していた。

## 略歴
メディア初登場は『ダウンタウンのガキの使いやあらへんで!!』（日本テレビ）。
2007年2月、芸能人女子フットサルチーム「chakuchaku J.b」に入団。背番号は「16」。しかし、同年6月で女優業専念のため、活動を停止し、このまま退団した模様。しかし、その後はオーストラリアへ留学することになり、芸能界から引退した。
週刊アスキー5/29号のUP DOWNキーワード20世界Googleランキングで加藤美穂の名前がUP15位にランクイン（4/29～5/5調べ）。

## 出演

### テレビ
- ダウンタウンのガキの使いやあらへんで!!（日本テレビ）
- πの殿堂（つくばテレビ）
- ミュージックアイドルバトル（Music Japan TV）レギュラー
- あらびき団（2008年1月30日、TBS）

### ラジオ
- 加藤美穂のマジハート（2007年、アール・エフ・ラジオ日本）

### 雑誌
- 本当にデカップ（バウハウス）
- Bejean白娘隊（GOT）
- サルシキ（ワニマガジン社）
- 発売週刊実話（日本ジャーナル出版）
- ヤングジャンプ（集英社）
- 週刊ゴルフダイジェスト
- クリーム（ワイレア出版）
- ヤングアニマル ヤングアニマル嵐（白泉社）
- プレイボーイ（集英社）
- ヤングマガジン 裏ヤンマガ（講談社）
- アサヒ芸能（徳間書店）

### 舞台
- ロマンティックライフ2（2007年4月、江戸東京博物館）

## 作品

### DVD
- 100GB 加藤美穂（2007年4月13日、マーレ）
- π＝miho
- エロカワビキニ